# Švařec
Švařec (deutsch Schwaretz) ist ein Ortsteil der Gemeinde Koroužné in Tschechien. Er liegt sechs Kilometer östlich von Bystřice nad Pernštejnem und gehört zum Okres Žďár nad Sázavou.

## Geographie
Švařec erstreckt sich linksseitig der Svratka entlang deren Zuflusses Brťovský potok in der Böhmisch-Mährischen Höhe. Das Dorf wird umgeben von den Bergen der Nedvědická vrchovina und gehört zum Naturpark Svratecká hornatina. Nördlich erhebt sich der Švařec (Schwarzberg, 579 m), im Osten die Hůlkovice (625 m) und Švábův kopec (648 m), südlich die Sokolí hora (Zumberg, 625 m), im Südwesten die Kozlovská horka (576 m), westlich die Jahodná (Chocholadkyberg, 586 m) und im Nordwesten der Zubrštejn (Zuberstein, 687 m). Nordöstlich liegt das Naturschutzgebiet Švařec. Nordwestlich liegt die Burgruine Zubštejn (Zubstein).
Nachbarorte sind Koroužné im Norden, Brťoví im Nordosten, Čtyří Dvory im Osten, Hodonín und Beranka im Südosten, Záskalí im Süden, Kozlov im Südwesten, Lesoňovice und Pivonice im Westen sowie Kobylnice im Nordwesten.

## Geschichte
Swarcz entstand im 13. Jahrhundert als Ansiedlung von Bergleuten bei einem der bedeutendsten Silberbergwerke des Stiepanauer Reviers am Zumberg. Wahrscheinlich leitet sich der Name des Dorfes von Swarczawa, dem früheren Namen der Svratka, her. 1346 wurde Swarcz als Teil der Zubsteiner Güter aufgeführt. Seit 1348 ist die Existenz der Bergkapelle der hl. Dreifaltigkeit belegt. Im 15. Jahrhundert kam Švařec zur Herrschaft Pernštejn. Die Dreifaltigkeitskapelle in Swarcz war 1596 einer der Hauptwallfahrtsorte der Herrschaft Pernstein. 1773 erlosch der Stiepanauer Bergbau.
Nach der Aufhebung der Patrimonialherrschaften bildete Svařec ab 1850 eine Gemeinde im Bezirk Neustadtl. 1949 wurde Švařec dem Okres Bystřice nad Pernštejnem zugeordnet. 1961 erfolgte die Eingemeindung nach Koroužné, zugleich kam das Dorf zum Okres Žďár nad Sázavou. Von 1980 bis 1990 war Švařec zusammen mit Koroužné an Štěpánov nad Svratkou angeschlossen. 1991 hatte der Ort 77 Einwohner. Im Jahre 2001 bestand das Dorf aus 38 Wohnhäusern, in denen 70 Menschen lebten.

## Sehenswürdigkeiten

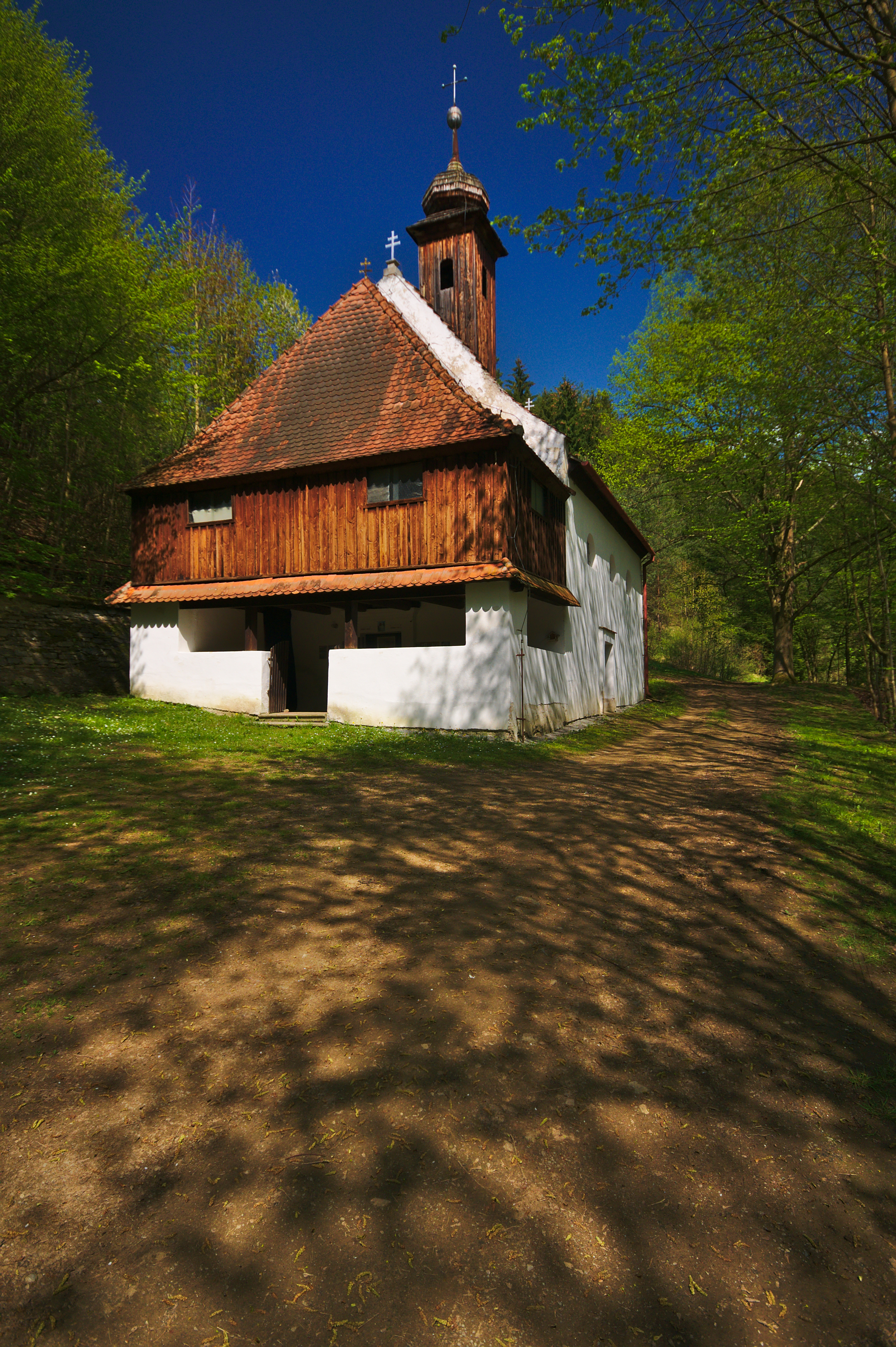
Kapelle der hl. Dreifaltigkeit

- Burgruine Zubštejn (Zubstein), nordwestlich des Ortes
- überdachte Holzbrücke über die Svratka, erbaut 1873, Technisches Denkmal
- Kapelle der hl. Dreifaltigkeit in Švařec, das Kulturdenkmal wurde 1348 errichtet. Eine Abbildung der Kapelle findet sich in den Mährischen Ansichten vom Johann Nepomuk Mitrowsky aus dem Jahre 1798. 1897 erfolgte eine Sanierung des holzschindelbedachten Bauwerkes.
- gusseisernes Kreuz, vor der Kapelle